# A Christmas Accident
A Christmas Accident er en amerikansk stumfilm fra 1911 af Harold M. Shaw.

## Medvirkende
- William Wadsworth som Mr. Gilton.
- Mrs. William Bechtel som Mrs. Gilton.
- Augustus Phillips som Mr. Bilton.
- Ida Williams som Mrs. Bilton.
- Edna Hammel som Cora Cordelia Bilton.